# Shu-bi-dua 4
Shu-bi-dua 4 er navnet på Shu-bi-duas fjerde album, som udkom på lp i 1977 og senere genudgivet på cd i 1990. Albummet blev på ny genudgivet i remasteret version på CD, LP og som download i 2010 under navnet "Deluxe udgave". Det var det sidste album, Niels Grønbech medvirkede på, inden han forlod bandet og blev erstattet af Kim Daugaard.
Albummet blev gruppens absolut største kommercielle succes. Den overtog rekorden for bedst sælgende danske album fra Gasolin's Gas 5 fra 1975.
I 1998 havde det solgt over 193.000 eksemplarer, senere blev det rapporteret, at det havde solgt omkring 475.000 eksemplarer.
I 2016 havde det solgt over 500.000 eksemplarer, og var dermed det bedst sælgende danske album nogensinde.

## Spor
| #   | Titel                                            | Længde |
| --- | ------------------------------------------------ | ------ |
| 1.  | "United steaks"                                  | 3:39   |
| 2.  | "Nappa og nylon"                                 | 2:52   |
| 3.  | "Mig og så Harry"                                | 4:24   |
| 4.  | "Slinger i valsen"                               | 3:03   |
| 5.  | "Irene Mudder"                                   | 2:55   |
| 6.  | "Sommergryder"                                   | 3:19   |
| 7.  | "McArine"                                        | 1:50   |
| 8.  | "Emma"                                           | 3:53   |
| 9.  | "Vuffeli-vov"                                    | 3:58   |
| 10. | "Basuner og engle"                               | 3:50   |
| 11. | "United steaks" (amerikansk version, bonus)      | 3:38   |
| 12. | "Basuner og engle" (live fra Ledreborg, bonus)   | 3:14   |
| 13. | "Bundesen & Hardinger – Om Shu-bi-dua 4" (bonus) | 3:57   |

Spor 11 og 12 er et bonusnumre, som kun findes på de remastered cd- og downloadudgaver fra 2010, og spor 13 findes kun hos enkelte downloadforretninger.
Alle titler og sporlængder er taget fra 2010-downloadudgaverne.
Midt i “Mig og så Harry” er der en reference til Blue Swede’s udgave af "Hooked on a Feeling" fra 1974 med ‘ooga haka’ kordelen.
I 2015 udgav det danske band Johnny Deluxe en coverversion af "Basuner og Engle".